# Sambodrome Marquês-de-Sapucaí
 (mai 2022).
Si vous disposez d'ouvrages ou d'articles de référence ou si vous connaissez des sites web de qualité traitant du thème abordé ici, merci de compléter l'article en donnant les références utiles à sa vérifiabilité et en les liant à la section « Notes et références ».
Pour les articles homonymes, voir Sambodrome.
Le sambodrome Marquês de Sapucaí, en portugais Sambódromo da Marquês de Sapucaí, aussi appelé plus simplement « sambodrome », officiellement avenida Marquês de Sapucaí, est une avenue entourée de gradins où se déroule le défilé des meilleures écoles de samba lors du carnaval de Rio de Janeiro, au Brésil.

## Situation et accès

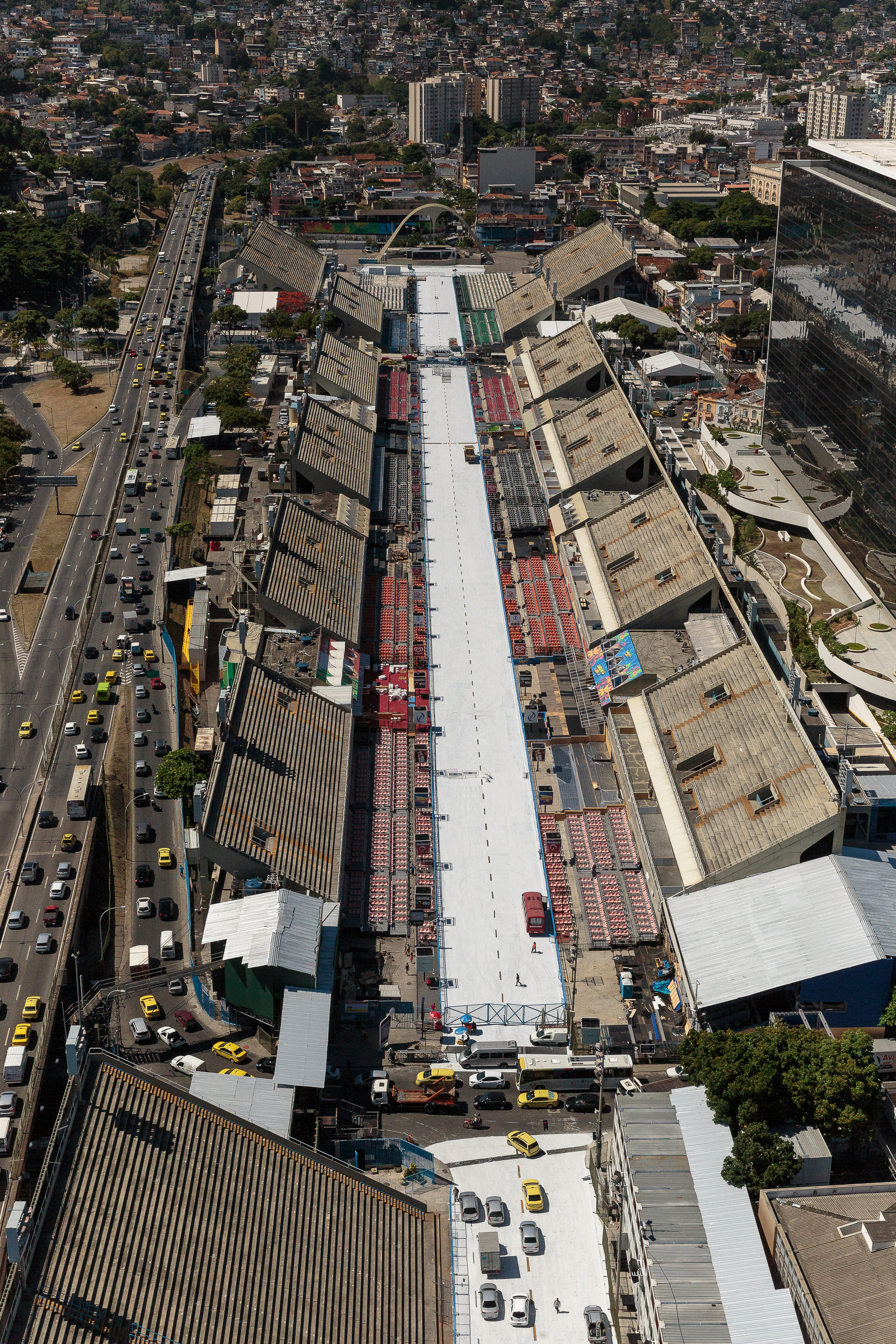
Vue aérienne du Sambodrome de Marques de Sapucaí avec la place de l'Apothéose à son extrémité en 2017.

Le sambodrome Marquês de Sapucaí est situé à l'ouest du centre-ville de Rio de Janeiro, au Brésil. Il s'agit d'une avenue d'une douzaine de mètres de largeur, bordée de gradins à ciel ouvert à l'est et de loges sur trois niveaux à l'ouest, l'ensemble pouvant accueillir jusqu'à 88 500 personnes. L'avenue mesure environ 800 mètres de longueur, dont 650 mètres constituent la zone dans laquelle est jugée la prestation des écoles de samba en train de défiler. L'extrémité Nord de l'avenue sert de point de départ aux écoles qui s'y rassemblent alternativement côté Nord et côté Sud en achevant les ultimes préparatifs des chars, costumes et instruments de musique.
La première année, le défilé de chaque école devait se terminer par une « apothéose ». Cette pratique a été abandonnée les années suivantes mais le nom est resté : la « place de l'apothéose », en portugais Praça da Apoteose, est la place où s'achève le parcours de chaque école à l'extrémité sud de l'avenue. La place de l'apothéose abrite un musée de la samba, surmonté d'une double arche.

## Origine du nom
Le nom officiel de la voie complète est « avenue Marquês de Sapucaí », en portugais Avenida Marquês de Sapucaí, baptisé ainsi en l'honneur du magistrat, homme politique et écrivain Cândido José de Araújo Viana, Marquis de Sapucaí.
Plus précisément, le nom officiel de la portion où se déroule les défilés est « piste de Samba », en portugais Passarela do Samba, avant le 18 février 1997 et « piste Professeur Darcy Ribeiro », en portugais Passarela Professor Darcy Ribeiro, depuis cette date.

## Historique
En 1983, le gouverneur de Rio de Janeiro, Leonel Brizola, commande à l'architecte Oscar Niemeyer un projet afin d'édifier un lieu permanent pour les défilés du carnaval. En effet, jusqu'à cette date, les gradins étaient montés et démontés chaque année en différents endroits de la ville. L'emplacement choisi est l'avenue Marquês de Sapucaí, lieu de nombreux défilés précédents. L'artère, qui est un axe de circulation assez passant tout au long de l'année, est alors complètement fermée pendant le carnaval, servant ainsi exclusivement pour les défilés.
Le complexe, inauguré le 2 mars 1984, est populairement appelé Sambódromo par les Cariocas malgré son nom officiel de Passarela do Samba. Le 18 février 1997, le complexe devient officiellement la Passarela Professor Darcy Ribeiro, en hommage à l'initiateur du projet. Néanmoins, le terme de « sambodrome » reste le plus employé pour le désigner.
Pour les Jeux olympiques d'été de 2016, le site accueille les compétitions de tir à l'arc et du marathon, ainsi que le tir à l'arc pour les Jeux paralympiques. Ainsi, une ancienne usine voisine est démolie et des gradins supplémentaires sont construits, tout en respectant le projet original d'Oscar Niemeyer d'un sambodrome à l'architecture symétrique.

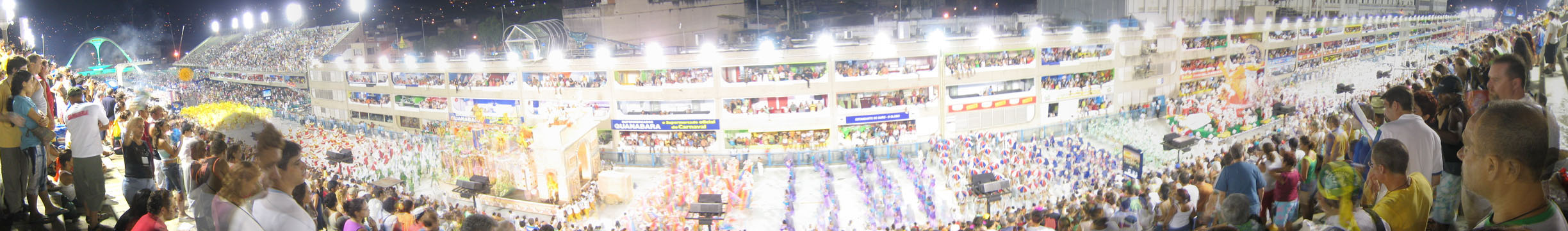
Vue panoramique du sambodrome Marquês de Sapucaí pendant un défilé du carnaval de Rio en 2006.